# Marie Anne Mancini
Marie Anne Mancini, ducesă de Bouillon (1649 – 20 iunie 1714), a fost cea mai mică din cele cinci surori Mancini, care împreună cu verișoarele lor din familia Martinozzi au devenit cunoscute la curtea regelui Ludovic al XIV-lea drept Mazarinettes după unchiul matern, Cardinalul Mazarin.

## Familie
Tatăl ei era baronul Lorenzo Mancini, un aristocrat italian care era astrolog și practica  necromanția. După decesul lui, în 1650, mama ei, Geronima Mazzarini, și-a adus fetele la Paris sperând ca influența fratelui ei, Cardinalul Mazarin, să le ajute să facă căsătorii avantajoase.

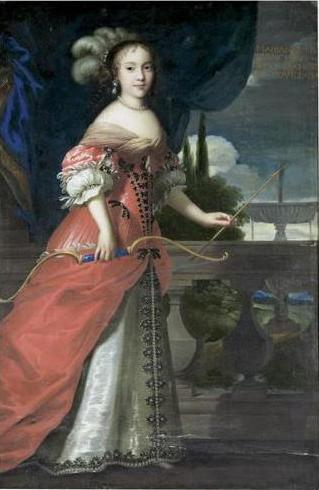
Marie Anne Mancini

Celelalte patru surori Mancini erau:
- Laura (1636–1657), care s-a căsătorit cu Louis de Bourbon, duce de Vendôme, nepotul regelui Henric al IV-lea și a metresei acestuia, Gabrielle d'Estrées. Laura a fost mama faimosului general francez Louis Joseph de Bourbon, duce de Vendôme.
- Olympia (1638–1708), care s-a căsătorit cu Eugène-Maurice de Savoia-Carignano și a devenit mama faimosului general austriac Prințul Eugene de Savoia.
- Maria (1639–1715), care a devenit iubita regelui Ludovic al XIV-lea și mai târziu s-a căsătorit cu prințul  Lorenzo Onofrio Colonna.
- Hortense (1646–1699), frumoasa familiei, care a scăpat de soțul ei care o abuza, Armand-Charles de la Meilleraye, și a plecat la Londra unde a devenit metresa regelui Carol al II-lea al Angliei.

Surorile Mancini nu erau singurele membre feminine ale familiei Cardinalului Mazarin aduse la curtea Franței. Celelalte arau verișoarele Mariei Anne, fiicele surorii celei mari ale lui Mazarin; Laura Martinozzi care s-a căsătorit cu Alfonso IV d'Este, Duce de Modena și a fost mama viitoarei regine a Angliei, Mary de Modena; și Anne Marie Martinozzi care s-a căsătorit cu Armand, Prinț de Conti și a fost mama Marelui Conti.
1. ↑  IdRef, accesat în 11 mai 2020